# Ålesunds flygplats, Vigra
Ålesunds flygplats (norska Ålesund lufthavn, Vigra) är en flygplats på ön Vigra i Giske kommun utanför Ålesund i västra Norge. Flygplatsen invigdes 1958 och hade 732 614 passagerare 2006.

## Destinationer
Uppgifter från oktober 2021

### Inrikes
| - Bergen (SAS), (Wideroe) - Kristiansand (SAS), (Wideroe) - Oslo (Norwegian, SAS) - Trondheim (SAS), (Wideroe) |

### Utrikes
| - Alicante (Norwegian) - Amsterdam (KLM) - Gdansk (Wizzair) - Kaunas (Wizzair) |

### Charter
| - Gran Canaria (Norwegian) |